# ジェイソン・クベル
- ジェイソン・クーベル

ジェイソン・ジェームズ・クベル（Jason James Kubel, 1982年5月25日 - ）は、アメリカ合衆国サウスダコタ州ベルフーシュ出身のプロ野球選手（外野手）。右投左打。
発音指示によると、「クーベル(KOO-bull)」とするのが適切である。
同じくプロ野球選手のマイケル・トンキンは義弟にあたる。

## 経歴

### プロ入りとツインズ時代
2000年に、ドラフト12巡目でツインズから指名を受け、プロ入り。
2004年8月31日に、ツインズでメジャーデビューを果たした。2004年は、限られた出場機会の中で打率.300をマークするなど、きっちりと結果を残した。同年のマイナーリーグでの活躍も素晴らしく、ツインズのマイナーリーグ最優秀選手に選ばれている（3Aでは打率.343、本塁打15、打点71の成績。2Aでは打率.377、本塁打6、打点29の成績）。しかし、アリゾナリーグで膝に大怪我を負う。
2005年は全休。
2006年はメジャー復帰を果たしたが、期待されていたような成績は残せなかった。
2007年は左翼手兼指名打者として128試合に出場。打率.273、初の2桁本塁打となる13本塁打、65打点、5盗塁と軒並み、前年を上回る成績をマーク。
2008年は指名打者として77試合に出場したほか、外野手としても試合に出場。打率こそ、前年と殆ど変わらない数値だったが、初めて規定打席に到達し、自身初の20本塁打を記録した。
2009年4月18日の対エンゼルス戦で、サイクルヒットを記録。シーズントータルの成績でも、出場試合数、打数、安打、二塁打、本塁打、打点、四球、打率、出塁率、長打率、OPS、塁打数、死球の各部門で自己最高の数値を残した。打率.300・25本塁打・100打点のラインをクリアしたのは、いずれも自身初の事であった。また同年は、28本塁打中26本、103打点中83打点を右投手から記録し、対右打率も.322と右投手キラーぶりが顕著だった。
2010年は本塁打で3年連続20本以上、打点で2年連続90打点以上を記録したが、打率は.249まで低下した。守備では、前年より守りに就く機会が増え、ライトを83試合、レフトを16試合で守ったが、外野全体でのDRSは - 10という内容だった。
2011年はデルモン・ヤングとジム・トーミがトレードで移籍。更にジョー・マウアー、ジャスティン・モルノー、西岡剛らが怪我によって戦線離脱し、クーベルも足の捻挫により約2ヵ月間戦列を離れた。故障の結果、出場試合数が5シーズンぶりに100未満に終わり、ホームランが4年ぶりに20本を割り込んだ。シーズンオフにFAとなった。

### ダイヤモンドバックス時代

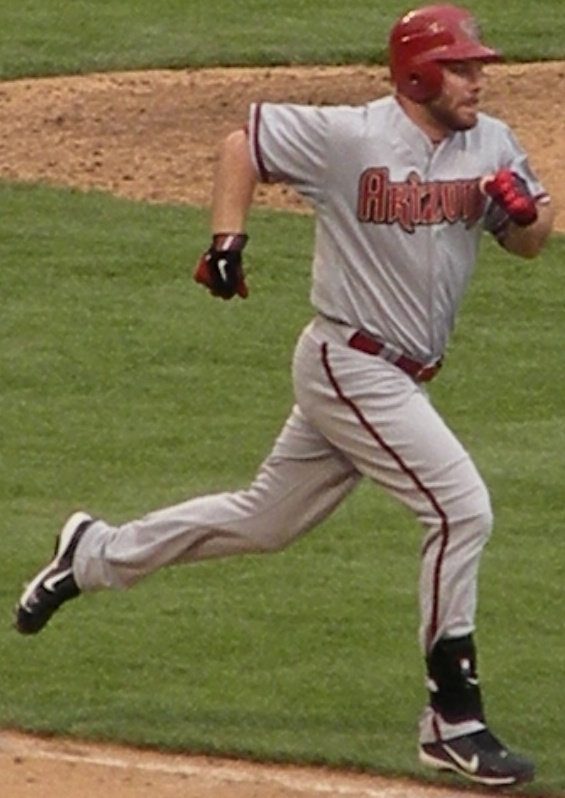
2012年7月14日

2011年オフに2年1600万ドルでアリゾナ・ダイヤモンドバックスと契約した。
2012年は中軸打者として14試合に出場し、自身初の30本塁打を記録。一方で打率が.253まで低下し、三振も151まで急増。チャンスでも.209と打てず、勝負強さが影を潜めていた。守備では、DH制のないナ・リーグという事でレフトを守り、124試合の守備機会で1失策と堅実さを見せた。
2013年は、4月に大腿四頭筋を痛めてDL入りした。復帰後はホームランの生産ペースが急減し、89試合で僅か5本塁打に終わった。また、ミート面でも苦しみ、打率.220・出場試合数とほぼ同数の82三振を喫した。

### インディアンス時代
2013年8月中旬、クリーブランド・インディアンスにトレードされた。移籍後は8試合にしか出ず、打率.167に終わった。11月1日にFAとなった。

### ツインズ復帰
2013年12月13日に古巣ツインズとマイナー契約を結んだ。
2014年3月29日にツインズとメジャー契約を結んだ。しかし、45試合の出場で打率.224・1本塁打・13打点という成績に終わって、往年の打力復活はならなかった。そのまま6月8日にDFAとなった。

## 詳細情報

### 年度別打撃成績
| 年 度      | 球 団      | 試 合 | 打 席 | 打 数 | 得 点 | 安 打 | 二 塁 打 | 三 塁 打 | 本 塁 打 | 塁 打 | 打 点 | 盗 塁 | 盗 塁 死 | 犠 打 | 犠 飛 | 四 球 | 敬 遠 | 死 球 | 三 振 | 併 殺 打 | 打 率 | 出 塁 率 | 長 打 率 | O P S |
| ---------- | ---------- | ----- | ----- | ----- | ----- | ----- | -------- | -------- | -------- | ----- | ----- | ----- | -------- | ----- | ----- | ----- | ----- | ----- | ----- | -------- | ----- | -------- | -------- | ----- |
| 2004       | MIN        | 23    | 67    | 60    | 10    | 18    | 2        | 0        | 2        | 26    | 7     | 1     | 1        | 0     | 1     | 6     | 0     | 0     | 9     | 0        | .300  | .358     | .433     | .792  |
| 2006       | MIN        | 73    | 235   | 220   | 23    | 53    | 8        | 0        | 8        | 85    | 26    | 2     | 0        | 2     | 1     | 12    | 0     | 0     | 45    | 13       | .241  | .279     | .386     | .665  |
| 2007       | MIN        | 128   | 466   | 418   | 49    | 114   | 31       | 2        | 13       | 188   | 65    | 5     | 0        | 1     | 5     | 41    | 2     | 1     | 79    | 9        | .273  | .335     | .450     | .785  |
| 2008       | MIN        | 141   | 517   | 463   | 74    | 126   | 22       | 5        | 20       | 218   | 78    | 0     | 1        | 0     | 7     | 47    | 2     | 0     | 91    | 12       | .272  | .335     | .471     | .805  |
| 2009       | MIN        | 146   | 578   | 514   | 73    | 154   | 35       | 2        | 28       | 277   | 103   | 1     | 1        | 0     | 5     | 56    | 9     | 3     | 106   | 13       | .300  | .369     | .539     | .907  |
| 2010       | MIN        | 143   | 582   | 518   | 68    | 129   | 23       | 3        | 21       | 221   | 92    | 0     | 1        | 0     | 5     | 56    | 5     | 3     | 116   | 16       | .249  | .323     | .427     | .750  |
| 2011       | MIN        | 99    | 401   | 366   | 37    | 100   | 21       | 1        | 12       | 159   | 58    | 1     | 1        | 0     | 2     | 32    | 2     | 1     | 86    | 8        | .273  | .332     | .434     | .766  |
| 2012       | ARI        | 141   | 571   | 506   | 75    | 128   | 30       | 4        | 30       | 256   | 90    | 1     | 1        | 0     | 6     | 57    | 7     | 2     | 151   | 11       | .253  | .327     | .506     | .833  |
| 2013       | ARI        | 89    | 267   | 241   | 21    | 53    | 8        | 1        | 5        | 78    | 32    | 0     | 1        | 0     | 2     | 24    | 3     | 0     | 82    | 6        | .220  | .288     | .324     | .612  |
| 2013       | CLE        | 8     | 23    | 18    | 0     | 3     | 1        | 0        | 0        | 4     | 0     | 0     | 0        | 0     | 0     | 5     | 3     | 0     | 10    | 0        | .167  | .348     | .222     | .570  |
| '13計      | CLE        | 97    | 290   | 259   | 21    | 56    | 9        | 1        | 5        | 82    | 32    | 0     | 1        | 0     | 2     | 29    | 6     | 0     | 92    | 6        | .216  | .293     | .317     | .610  |
| 2014       | MIN        | 45    | 176   | 156   | 12    | 35    | 6        | 1        | 1        | 46    | 13    | 1     | 0        | 0     | 0     | 19    | 1     | 1     | 59    | 1        | .224  | .313     | .295     | .607  |
| 通算：10年 | 通算：10年 | 1036  | 3883  | 3480  | 442   | 913   | 187      | 19       | 140      | 1558  | 564   | 12    | 7        | 3     | 34    | 355   | 34    | 11    | 834   | 89       | .262  | .330     | .448     | .777  |

- 2014年度シーズン終了時

### 背番号
- 1（2004年）
- 16（2006年 - 2011年）
- 13（2012年 - 2013年）
- 12（2013年）
- 13（2014年）